# Anaea daguana
Anaea daguana är en fjärilsart som beskrevs av Rudolf Bargmann 1929. Anaea daguana ingår i släktet Anaea och familjen praktfjärilar. Inga underarter finns listade i Catalogue of Life.